# Accords du Plaza

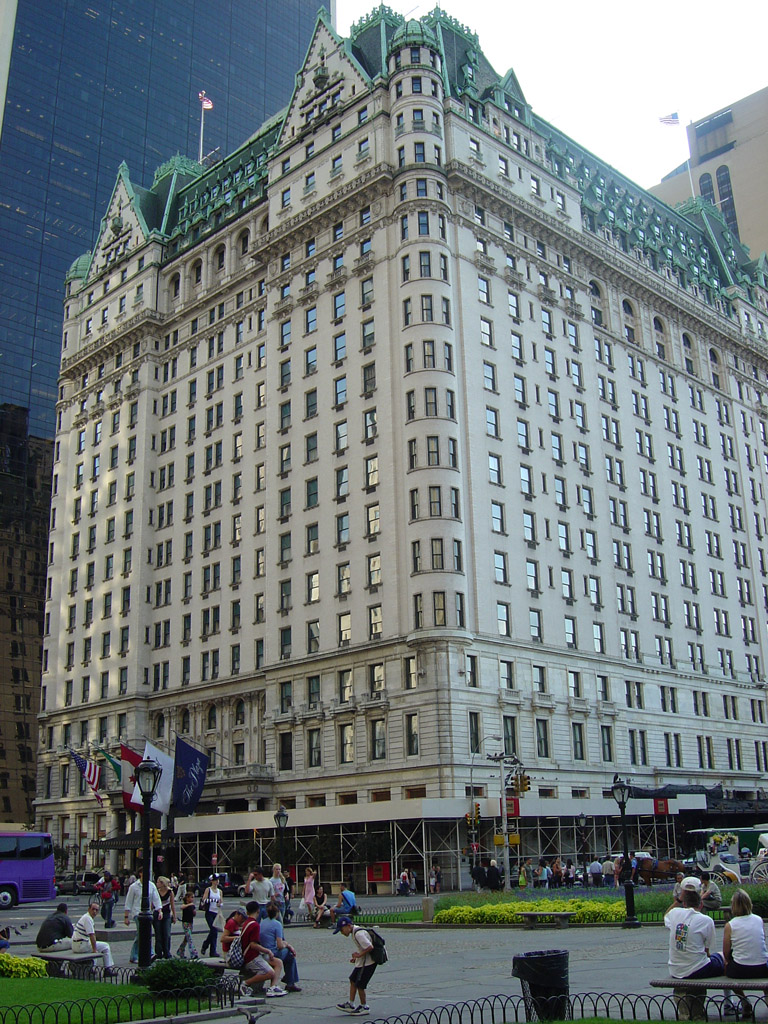
Plaza Hotel.

Les accords du Plaza sont un accord sur les taux de change signé le 22 septembre 1985 entre les États-Unis, le Japon, l'Allemagne de l'Ouest, le Royaume-Uni et la France (c'est-à-dire le G5).
Ces pays acceptent, entre autres choses, d'intervenir sur le marché des changes afin de déprécier le cours du dollar américain par rapport à ceux du yen et du mark allemand.
Les accords ont été signés au Plaza Hotel à New York et sont suivis deux ans après par les accords du Louvre, traitant eux aussi de la parité dollar-mark, signés en février 1987.

## Motivation
Après la fin des accords de Bretton Woods, en 1976, les grands pays se rendent compte que le « laissez-faire » sur le marché des changes ne fonctionne pas parfaitement, notamment au niveau du système monétaire européen (SME). Il est devenu nécessaire de mener des politiques communes de stabilisation des taux de change, par intervention coordonnée sur le marché des changes.
Les raisons de la nécessité de cette dépréciation sont les suivantes :
- arrêter la bulle spéculative sur le dollar américain ;
- réduire le déficit américain de la balance courante, qui avait atteint 3,5 % du PIB ;
- diminuer les excédents commerciaux du Japon, et stopper la croissance inquiétante de ses investissements, en particulier immobiliers, aux États-Unis.
- appuyer la baisse du taux de chômage américain, encore élevé, qui avait atteint un niveau record en 1982[1].

## Effets
Dix milliards de dollars sont dépensés sur les marchés des changes[réf. souhaitée]. L'accord de Plaza a eu l'effet escompté sur le taux de change du dollar, par rapport au mark car en à peine quinze mois, le dollar efface tous ses gains par rapport au Deutsche Mark et, fin 1986, il se retrouve à son plus bas niveau historique, celui de 1979. Il a eu aussi l'effet escompté sur le taux de change par rapport au yen qui ensuite baissa de 51 % en deux ans.
Aux accords du Louvre, en février 1987, les pays mettent fin aux interventions sur le marché des changes, jugeant la dépréciation du dollar suffisante et voulant éviter un « atterrissage en catastrophe ». Malgré cela, le cours du dollar continue de baisser, sous l'effet de spéculations massives sur son taux de change.

### Effets à long terme

#### Krach d'octobre 1987
De façon fort visible et assez rapide, les déséquilibres nés de la cacophonie des accords du Plaza et du Louvre[réf. nécessaire] vont conduire à une forte hausse des taux d'intérêt à long terme et au krach conjoint le 19 octobre 1987 des marchés obligataires et des marchés d'actions[réf. nécessaire] .
À plus long terme, les conséquences les plus importantes des accords du Plaza concernent l'économie japonaise : très dépendante des exportations, celle-ci est immédiatement et particulièrement sensible à la baisse du dollar et, pour lutter contre une récession qu'elle juge inévitable, la Banque du Japon baisse cinq fois son taux d'escompte entre janvier 1986 et février 1987, le ramenant de 5,0 % à 2,5 %.

#### Bulle financière japonaise
Mais l'économie japonaise est également sensible aux modalités de la baisse du dollar : le pays a accumulé une épargne extérieure importante, principalement en dollars, justement, et son rapatriement tout au long de 1986 (pour éviter les pertes de valeur liées à la dépréciation du dollar), alors que les taux d'intérêt domestiques baissent, amène une augmentation importante du prix des autres placements disponibles : actions et immobilier. La bulle financière japonaise de la fin des années 1980 est en train de naître[réf. nécessaire] .
Depuis l'épisode malheureux et surtout mal maîtrisé de 1986-87[réf. nécessaire] , le G7 est devenu prudent et une intervention concertée sur le marché des changes n'est plus concevable que pour assurer la « stabilité du marché », selon la formule consacrée, et non pour tenter d'inverser une tendance.